# Husham Mohammed
Husham Mohammed (en árabe: هشام محمد فياض الدليمي‎, Ramadi, Irak; 10 de mayo de 1974) es un exfutbolista de Irak que jugaba en la posición de delantero. Actualmente es entrenador asistente del Zakho FC de la Liga Premier de Irak.

## Carrera

### Club
| Periodo   | Club         |
| --------- | ------------ |
| 1997–2012 | Al-Zawraa    |
| 2012–2013 | Al-Talaba SC |
| 2013–2014 | Al-Karkh SC  |

### Selección nacional
Jugó para Irak en 35 ocasiones de 1998 a 2002 y anotó 18 goles; y participó en la Copa Asiática 2000.

## Logros
- Liga Premier de Irak (5): 1998–99, 1999–2000, 2000–01, 2005–06, 2010–11
- Copa de Irak (3): 1997–98, 1998–99, 1999–2000
- Supercopa de Irak (3): 1998, 1999, 2000
- Copa Elite Iraquí (2): 1999, 2003

## Estadísticas

### Goles con selección nacional
| #   | Fecha      | Sede                              | Rival                  | Marcador | Resultado | Torneo                                               |
| --- | ---------- | --------------------------------- | ---------------------- | -------- | --------- | ---------------------------------------------------- |
| 1.  | 27-8-1999  | Amman International Stadium, Amán | Líbano                 | 1–0      | 4–0       | Juegos Panarábicos de 1999                           |
| 2.  | 27-8-1999  | Amman International Stadium, Amán | Líbano                 | 2–0      | 4–0       | Juegos Panarábicos de 1999                           |
| 3.  | 3-11-999   | National Stadium, Abu Dhabi       | Emiratos Árabes Unidos | 2–2      | 2–2       | Amistoso                                             |
| 4.  | 27-5-2000  | King Abdullah Stadium, Amán       | Kirguistán             | 4–0      | 4–0       | Campeonato de la WAFF 2000                           |
| 5.  | 3-9-2000   | Shanghai Stadium, Shanghái        | China                  | 1–4      | 1–4       | Amistoso                                             |
| 6.  | 12-4-2001  | Al-Shaab Stadium, Bagdad          | Macao                  | 1–0      | 8–0       | Clasificación para la Copa Mundial de Fútbol de 2002 |
| 7.  | 12-4-2001  | Al-Shaab Stadium, Bagdad          | Macao                  | 2–0      | 8–0       | Clasificación para la Copa Mundial de Fútbol de 2002 |
| 8.  | 12-4-2001  | Al-Shaab Stadium, Bagdad          | Macao                  | 3–0      | 8–0       | Clasificación para la Copa Mundial de Fútbol de 2002 |
| 9.  | 12-4-2001  | Al-Shaab Stadium, Bagdad          | Macao                  | 4–0      | 8–0       | Clasificación para la Copa Mundial de Fútbol de 2002 |
| 10. | 12-4-2001  | Al-Shaab Stadium, Bagdad          | Macao                  | 6–0      | 8–0       | Clasificación para la Copa Mundial de Fútbol de 2002 |
| 11. | 14-4-2001  | Al-Shaab Stadium, Bagdad          | Nepal                  | 2–0      | 9–1       | Clasificación para la Copa Mundial de Fútbol de 2002 |
| 12. | 14-4-2001  | Al-Shaab Stadium, Bagdad          | Nepal                  | 7–1      | 9–1       | Clasificación para la Copa Mundial de Fútbol de 2002 |
| 13. | 2-8-2001   | Al Nahyan Stadium, Abu Dhabi      | Emiratos Árabes Unidos | 1–1      | 2–2       | Amistoso                                             |
| 14. | 17-8-2001  | Al-Shaab Stadium, Bagdad          | Tailandia              | 1–0      | 4–0       | Clasificación para la Copa Mundial de Fútbol de 2002 |
| 15. | 17-8-2001  | Al-Shaab Stadium, Bagdad          | Tailandia              | 3–0      | 4–0       | Clasificación para la Copa Mundial de Fútbol de 2002 |
| 16. | 13-1-2002  | Al-Wakrah Stadium, Doha           | Catar                  | 3–1      | 3–1       | Amistoso                                             |
| 17. | 15-8-2003  | Azadi Stadium, Tehran             | Uruguay                | 1–2      | 2–5       | Copa LG 2003                                         |
| 18. | 12-10-2003 | Bukit Jalil Stadium, Kuala Lumpur | Birmania               | 3–0      | 3–0       | Clasificación para la Copa Asiática 2004             |